# Blang Betra
Blang Betra is een bestuurslaag in het regentschap Aceh Timur van de provincie Atjeh, Indonesië. Blang Betra telt 553 inwoners (volkstelling 2010).